# Bas Tietema
Bas Tietema (* 28. prosince 1994) je nizozemský profesionální silniční cyklista a youtuber jezdící za UCI Continental tým TDT–Unibet Cycling Team.

## Kariéra
Tietema v dětství hrál fotbal, ale v roce 2010 přešel na cyklistiku. Po úspěších v kategoriích juniorů a do 23 let se Tietemovi nepodařil přestup do světa profesionální cyklistiky a v sezóně 2019 odešel do sportovního důchodu kvůli ztrátě motivace a kožním alergiím. Následně si založil na platformě YouTube kanál Tour de Tietema, na něž vydává se svými kamarády Jossem Westerem a Devinem van der Wielem videa s cyklistickou tematikou. K březnu 2022 má na tomto kanále 129 000 odběratelů. V roce 2021 společně utvořili amatérský klub Tour de Tietema Cycling Team, aby se mohli účastnit lokálních nizozemských kritérií. Na nich Tietema získal zpět svou motivaci k závodění a po opakovaných zlepšeních své kondice se dostal do kontaktu s UCI ProTeamem Bingoal Pauwels Sauces WB. Na začátku února 2022 pak s týmem podepsal kontrakt a vrátil se tak do profesionální cyklistiky jako člen týmu Bingoal Pauwels Sauces WB.

## Hlavní výsledky
2013
Keizer der Juniores
 vítěz vrchařské soutěže
vítěz 1. etapy
Ronde des Vallées
4. místo celkově
vítěz 2. etapy (ITT)
Národní šampionát
5. místo časovka juniorů
Driedaagse van Axel
6. místo celkově
7. místo Grand Prix Bati-Metallo
Ster van Zuid-Limburg
8. místo celkově
10. místo Gent–Wevelgem Juniors
2014
3. místo Paříž–Roubaix Espoirs
2015
7. místo Brusel–Opwijk
10. místo Paříž–Roubaix Espoirs
2016
Tour de Berlin
8. místo celkově
vítěz prologu (TTT)
2017
Tour Alsace
 vítěz bodovací soutěže
Národní šampionát
3. místo časovka do 23 let
2018
10. místo Rund um Steinfurt